# Pave Anastasius 1.
Anastasius var pave fra 27. november 399 til 19. december 401. Hans slægt var fra Rom, og han var velanskerevet blandt tidens fremmeste teologer, som Augustin, Hieronymus og Paulinius. Hieronymus omtaler ham som en meget hellig mand, der var stærk i troen.

## Embedsperiode
Straks efter, at han var blevet pave, måtte Anastasius tage stilling til den alexandrinske teolog Origenes' tekster. I 397 var biskop Rufinus af Aquileia begyndt at oversætte Origines' værker fra græsk til latin, begyndende med De pricipiis. I foråret 400 fik Anastasius er brev fra patriarken Theophilus af Alexandria, som bad ham fordømme Origenes' tekster. Anastasius skrev til biskop Simplician af Milano og indkaldte de Norditalienske bisper til møde i Rom. Simplician døde imidlertid samme år, og Rufinus kom heller ikke, men sendte et forsvarsskrift. Anastasius fordømte Origines' tanker som kætterske, men foretog sig ikke videre over for Rufinus, der i øvrigt havde revideret de mest afvigende af Origines' udsagn i sin oversættelse.
Lige som sin forgænger Sirisius gjorde Anastasius meget ud af at fastholde et godt forhold til biskoppen i Thessalonika, for at fastholde præfekturet Illyrien under romerkirkens indflydelse. Anastasius havde også korrespondance med biskopperne i Nordafrika. De ønskede at få lov til at give donatistiske gejstlige adgang til embeder, da der var mangel på præster, men dette fandt ikke støtte hos paven.
Anastasius blev begravet på den Pontiske kirkegård ved Via Portuensis i Rom.